# Обсада на Силистра (1854)
Вижте пояснителната страница за други значения на Обсада на Силистра.
Обсадата на Силистра през 1854 година е най-мащабното предприятие на руската армия на Дунавския театър на бойните действия по време на Кримската война. Решителният отпор на османския гарнизон, нерешителността на руското командване и заплахата за тила на обсаждащите сили от Австрия водят до вдигане на обсадата след едномесечна борба. С това се проваля и замисълът за антиосманско въстание в България.

## Планове на противниците
След окупирането на Молдова и Влахия предходната зима, през пролетта на 1854 руската армия започва да се прехвърля на десния бряг на Дунав. В края на март 45-хилядният корпус на генерал Александър Лидерс завладява Северна Добруджа. Освен разбиването на османските сили на подстъпите към Истанбул, сред целите на операцията е да отклони османските съюзници – Великобритания и Франция, от намерението да атакуват руското черноморско крайбрежие. При това руският император Николай I разчита, че подчинените на османците християнски народи на Балканите – българи, сърби и гърци, ще въстанат в помощ на руските войски. Операцията се провежда колебливо, с ред противоречиви заповеди на висшите и непосредствените ръководители, поради опасенията на командващия армията на Дунава, фелдмаршал Иван Паскевич, от заплашителното поведение на Австрия.
Османските сили в днешна Североизточна България са по-слаби от руските, както по численост, така и в материално и командно отношение, поради недостиг на офицери, облекло и модерно въоръжение. При това положение стратегията на османския главнокомандващ Омер паша е да избягва всякакво открито сражение или провокация на противника до пристигането на очакваните френско-британски подкрепления. С главните си сили (около 45 000 бойци) той прегражда старопланинските проходи в района на Шумен, а за спечелване на време разчита на силната Силистренска крепост с нейния 12-хиляден гарнизон.
Крепостта, довършена малко преди войната с помощта на пруски военни инженери, се състои от вътрешен пояс от бастиони, ограден с каменни фортове на височините западно, южно и източно от града. От края на март руснаците започват систематична артилерийска бомбардировка на тези укрепления, на първо време с батареи, разположени на левия бряг на Дунав и близките острови.

## Обсадата
Същинските обсадни действия започват в началото на май, когато край Силистра се струпват 65 000 руски войници. През следващите седмици броят им нараства до 90 000 с 266 оръдия. Усилията на нападателите са съсредоточени срещу укрепения сектор югоизточно от Силистра. Основната опора на защитниците тук са фортът Араб табия и Деирмен Табия („Пясъчното укрепление“). Като издадени пред останалите отбранителни съоръжения, руското командване ги оценява като по-уязвими. За да спечелят благоприятни изходни позиции за атаката, руските сили, командвани от генерал Карл Шилдер, прокопават траншеи в направление към Араб табия. За да им попречат, османците правят чести излази от укреплението с променлив успех. При един от тях, в нощта на 16 срещу 17 май, командирът на руските войски в участъка, генерал Селван, решава да контраатакува, смятайки (погрешно), че турците са изоставили Араб табия. Атаката, проведена със силите на три батальона, е зле подготвена и търпи провал. Руснаците губят над 900 убити и ранени, а турците – по-малко от 200.
След поражението руското командване подготвя нов щурм на Араб табия. Въпреки противодействието на гарнизона, в следващите седмици укреплението е обхванато от руски окопи и батареи. Руската артилерия нанася тежки загуби на защитниците, в това число и крепостния комендант Муса Хулуси паша, който е убит от снаряд на 21 май. Поради липсата на пълна блокада, през втората половина на май те получават значителни подкрепления от Омер паша. С тях гарнизонът достига 18 000 бойци с 50 оръдия. Вялите опити на руското командване да прегради пътищата на османските конвои от Русе и Шумен при село Калипетрово са неуспешни. Край Тутракан е разбит руски десантен отряд.

## Изтегляне на руснаците
В хода на обсадата Австрия иска от Русия да се изтегли от Дунавските княжества. Искането е съпроводено с мобилизиране на австрийските войски в Галиция. Това принуждава Николай I да нареди отстъпление от Силистра. Заповедта пристига рано на 9 юни, два часа преди решителния щурм на Араб табия. Изтеглянето през Дунав се извършва за три дни скрито от турците и без загуби.